# Rolf Olsen
Pour les articles homonymes, voir Olsen.
Rolf Olsen, de son vrai nom Rudolf Knoblich (né le 26 décembre 1919 à Vienne, mort le 3 avril 1998 à Starnberg) est un réalisateur, scénariste et acteur autrichien.

## Biographie
Rolf Olsen fréquente le Theresianum et commence sur les planches à Bielsko-Biała en 1940. Il va ensuite à Jablonec nad Nisou, Linz puis Vienne, où il joue au Theater in der Josefstadt et dans des cabarets. Après la guerre, il continue son métier et fait des tournées en Suisse et en Allemagne. En 1947, il fait son entrée au cinéma en cosignant le scénario de Singende Engel .
Olsen devient l'un des cinéastes les plus polyvalents du monde germanophone. En tant que réalisateur d'une quarantaine de longs métrages, il travaille dans plusieurs genres, que ce soit le drame, la comédie, le policier ou le film d'horreur. Olsen écrit souvent les scénarios de ses films, mais est également l'auteur d'autres productions.
Comme acteur, il joue de 1949 à 1990 dans une cinquantaine de films et à la télévision. Il est également présent au théâtre.
Olsen est marié pendant quarante ans à l'actrice autrichienne Ilse Peternell.

## Filmographie

### En tant que réalisateur
- 1961 : Nos tantes en folie (Unsere tollen Tanten)
- 1962 : Les Cornichons turcs (de) (Die türkischen Gurken)
- 1962 : L'Extravagante Prison (de) (Verrückt und zugenäht)
- 1962 : Nos folles nièces (Unsere tollen Nichten)
- 1963 : La Chevauchée vers Santa Cruz (Der letzte Ritt nach Santa Cruz)
- 1963 : Hochzeit am Neusiedler See
- 1964 : Nos folles tantes à Hawaï (Unsere tollen Tanten in der Südsee)
- 1964 : Le Ranch de la vengeance (Heiß weht der Wind)
- 1966 : Das Spukschloß im Salzkammergut
- 1966 : In Frankfurt sind die Nächte heiß
- 1967 : Couchés dans le foin (de) (Heubodengeflüster)
- 1967 : Les Violences de la nuit (de) (Wenn es Nacht wird auf der Reeperbahn)
- 1967 : La Chair et le Fouet (Das Rasthaus der grausamen Puppen)
- 1968 : Le Médecin de Hambourg (Der Arzt von St. Pauli)
- 1968 : Paradies der flotten Sünder
- 1969 : La Go-Go Girl du Blow Up (de) (Das Go-Go-Girl vom Blow-Up)
- 1969 : Nuits blanches à Hambourg (Auf der Reeperbahn nachts um halb eins)
- 1970 : Das kann doch unsren Willi nicht erschüttern (de)
- 1970 : Un prêtre pas comme les autres (de) (Der Pfarrer von St. Pauli)
- 1970 : Hôtel du vice (de) (Das Stundenhotel von St. Pauli)
- 1971 : Un ours mal léché (de) (Käpt’n Rauhbein aus St. Pauli)
- 1971 : Deux Marins à la dérive (de) (Die Kompanie der Knallköppe)
- 1972 : Vendredi sanguinaire (Blutiger Freitag)
- 1973 : Unsere Tante ist das Letzte (de)
- 1974 : Das Spukschloß von Baskermore (de)
- 1974 : Shocking Asia (en)
- 1974 : Ehrenhäuptling der Watubas (de)
- 1974 : Ay, ay, Sheriff (de)
- 1977 : Reise ins Jenseits – Die Welt des Übernatürlichen (de)
- 1979 : Ekstase - Der Prozeß gegen die Satansmädchen (de)
- 1981 : Ein Kaktus ist kein Lutschbonbon (de)
- 1985 : Shocking Asia II: Die letzten Tabus (en)
- 1988 : Starke Zeiten (de)
- 1990 : Die große Freiheit (série télévisée)

### En tant que scénariste
- 1947 : Singende Engel
- 1950 : Der Schuß durchs Fenster
- 1951 : In München steht ein Hofbräuhaus
- 1953 : Das Dorf unterm Himmel
- 1957 : Le Chant du bonheur
- 1957 : Vier Mädels aus der Wachau
- 1957 : Der Jungfrauenkrieg
- 1957 : Das Glück liegt auf der Straße
- 1958 : Solang' die Sterne glüh'n
- 1959 : Der Schatz vom Toplitzsee
- 1960 : Das große Wunschkonzert
- 1961 : Nos tantes en folie (Unsere tollen Tanten)
- 1961 : … und du mein Schatz bleibst hier
- 1962 : Unter Wasser küßt man nicht
- 1962 : Les Cornichons turcs (de) (Die türkischen Gurken)
- 1962 : L'Extravagante Prison (de) (Verrückt und zugenäht)
- 1962 : Nos folles nièces (Unsere tollen Nichten)
- 1963 : Im singenden Rößl am Königssee
- 1964 : Nos folles tantes à Hawaï (Unsere tollen Tanten in der Südsee)
- 1966 : Das Spukschloß im Salzkammergut
- 1966 : In Frankfurt sind die Nächte heiß
- 1966 : Grieche sucht Griechin
- 1966 : Le Carnaval des barbouzes
- 1966 : Les Colts de la violence
- 1967 : Couchés dans le foin
- 1967 : Les Violences de la nuit
- 1967 : Mittsommernacht
- 1967 : Das Rasthaus der grausamen Puppen
- 1968 : Le Médecin de Hambourg
- 1968 : Paradies der flotten Sünder
- 1969 : Nuits blanches à Hambourg
- 1969 : Die jungen Tiger von Hongkong (de)
- 1970 : Das kann doch unsren Willi nicht erschüttern
- 1970 : Un prêtre pas comme les autres
- 1970 : Wenn du bei mir bist
- 1970 : Hôtel du vice
- 1971 : Un ours mal léché (de) (Käpt’n Rauhbein aus St. Pauli)
- 1971 : Deux Marins à la dérive (de) (Die Kompanie der Knallköppe)
- 1971 : Haie an Bord (de)
- 1972 : Vendredi sanguinaire (Blutiger Freitag)
- 1972 : Sie nannten ihn Krambambuli
- 1972 : Das Geheimnis der Mary Celeste
- 1973 : Unsere Tante ist das Letzte
- 1974 : Shocking Asia
- 1979 : Ekstase - Der Prozeß gegen die Satansmädchen
- 1981 : Ein Kaktus ist kein Lutschbonbon
- 1985 : Shocking Asia II - Die letzten Tabus
- 1990 : Die Kaffeehaus-Clique

### En tant qu'acteur
- 1949: Kleiner Schwindel am Wolfgangsee
- 1950: Seitensprünge im Schnee
- 1951: In München steht ein Hofbräuhaus
- 1954: Le Premier Baiser
- 1954: Ein Mädchen aus Paris
- 1955: Le Chemin du paradis
- 1955: Gestatten, mein Name ist Cox
- 1956: Mariés pour rire
- 1956: Kaiserball
- 1956: Meine Tante, deine Tante
- 1956: Bonjour Kathrin
- 1957: Vier Mädels aus der Wachau
- 1958: Liebe, Mädchen und Soldaten (de)
- 1958: Zauber der Montur (de)
- 1958: Ooh … diese Ferien (de)
- 1958: Mikosch, der Stolz der Kompanie
- 1959: Ich bin kein Casanova (de)
- 1959: Das Nachtlokal zum Silbermond
- 1959: Des filles pour le mambo-bar
- 1960: Das große Wunschkonzert
- 1960: Kriminaltango
- 1960: Glocken läuten überall
- 1961: Das Mädchen auf der Titelseite
- 1961: Unsere tollen Tanten
- 1961: Les Aventures du comte Bobby
- 1961: Ein Stern fällt vom Himmel (de)
- 1962: Unter Wasser küßt man nicht
- 1962: Wilde Wasser (de)
- 1962: La Douceur de vivre du comte Bobby
- 1962: Unsere tollen Nichten
- 1963: Les filles aiment ça !
- 1963: La Chevauchée vers Santa Cruz
- 1963: Hochzeit am Neusiedler See
- 1963: Im singenden Rößl am Königssee
- 1963: Unsere tollen Tanten in der Südsee
- 1965: Ruf der Wälder
- 1966: Das Spukschloß im Salzkammergut
- 1966: 00Sex am Wolfgangsee
- 1967: Couchés dans le foin
- 1967: Les Violences de la nuit
- 1968: Le Médecin de Hambourg
- 1968: Paradies der flotten Sünder
- 1969: Charley’s Onkel
- 1969: Das Go-Go-Girl vom Blow-Up
- 1969: Nuits blanches à Hambourg
- 1970: Das kann doch unsren Willi nicht erschüttern
- 1970: Un prêtre pas comme les autres
- 1971: Zwanzig Mädchen und die Pauker: Heute steht die Penne kopf
- 1971: Käpt’n Rauhbein aus St. Pauli (de)
- 1973: Unsere Tante ist das Letzte
- 1974: Schwarzwaldfahrt aus Liebeskummer
- 1974: Das Spukschloß von Baskermore
- 1978: Das Love-Hotel in Tirol
- 1978: Der Durchdreher
- 1979: Les Huîtres à la moutarde
- 1981: Ein Kaktus ist kein Lutschbonbon
- 1990: Die Kaffeehaus-Clique